# Емблема Ємену
Емблема Республіки Ємен — це зображення золотого орла, який тримає в своїх пазурах сувій з написом арабською мовою ‎‎ араб. الجمهورية اليمنية‎‎ тобто англ. Al-Jumhuriyah al-Yamaniyah укр. Аль-Джумхурія Аль-Яманія, що означає «Республіка Ємен». На грудях у орла щит, на якому зображена Гребля Маріб і три гілки кави, що символізують головні символи Ємену:
Марібська Гребля — частина стародавньої іригаційної системи, яка забезпечувала водопостачання до столиці держави Саба — міста Маріб. На той час (VIII ст. до н. е.) це була унікальна споруда, руйнування якої згадується навіть у Корані.
Кавові гілки — Ємен вважається батьківщиною кави, хоча насправді кавове дерево у Ємен прийшло з Ефіопії, але саме з Ємену кавовий напій здійснив свій тріумфальний шлях до арабів, турків, — у країни Старого Світу, далі — в Новий Світ. Саме з єменських плантацій найкращий сорт кави «арабіка» отримав свою назву, а за єменським портом Моха — мока.
По праву і ліву сторону від орла зображені флагштоки з національними прапорами Ємену.

## Історичні герби
Довгий час Ємен був розділений на дві країни Північний Ємен і Південний Ємен. У кожної країни був власний герб. У Півночного Ємену герб був майже один в один схожий на теперішній. На півдні герб був більш схожий на герби Єгипту, Іраку і Сирії.

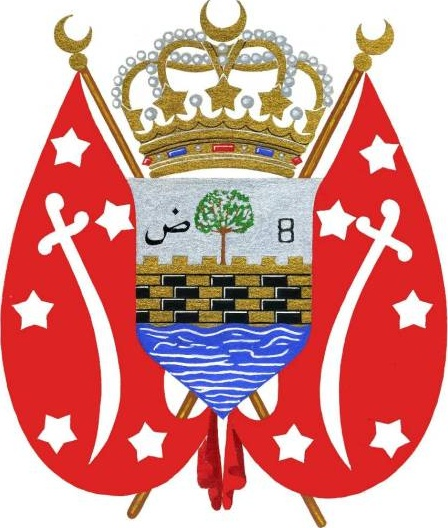
Герб Герб Єменського Мутаваккілітського Королівства (1918-1962)
Герб Північного Ємену (1962-1966)
Герб Північного Ємену (1966-1974)
Герб Північного Ємену (1974—1990)
Герб Федерації Південної Аравії до 1967
- Герб Південного Ємену з 1967 по 1970 (НРПЄ)
- Герб Південного Ємену з 1970-1990 (НДРЄ)